# آخت‌هایزن
اکتویزن (به هلندی: Achthuizen) یک روستا در هلند است که در Goeree-Overflakkee واقع شده‌است.

## خصوصیات
اکتویزن c نفر جمعیت دارد.